# Tomelopitos
Tomelopitos es una localidad del estado mexicano de Guanajuato. Es parte del municipio de Irapuato.

## Demografía
| Gráfica de evolución demográfica |
|                                  |

| Censo | Población |
| ----- | --------- |
| 1900  | 739       |
| 1910  | 719       |
| 1921  | 576       |
| 1930  | 755       |
| 1940  | 747       |
| 1950  | 750       |
| 1960  | 970       |
| 1970  | 1 239     |
| 1980  | 1 438     |
| 1990  | 2 595     |
| 2000  | 2 889     |
| 2010  | 2 981     |
| 2020  | 3 099     |